# Plastic Love
Plastic Love (プラスチック・ラブ, Purasutikku rabu) est une chanson de city pop interprétée par la chanteuse japonaise Mariya Takeuchi. Parue l'année précédente sur l'album Variety (en), elle est le dernier single à en être extrait et sort le 25 mars 1985, et rencontre un succès modéré.
Un remix de 8 minutes de la chanson sorti en 2017 sur YouTube devient viral grâce à l'algorithme de recommandation du site. Plastic Love rencontre 30 ans après sa sortie un succès international, et amène un rengain d'intêret inédit pour la city pop dans le monde.

## Création et sortie
La chanson est écrite et interprétée par Mariya Takeuchi pour son sixième album Variety (1984), qui sort après un hiatus de trois ans. Elle est produite comme le reste de l'album par son époux Tatsurō Yamashita, qui joue également la guitare dans l'enregistrement. L'instrumentale est jouée par divers musiciens : Yasaharu Nakanishi au piano électrique, Kōki Itō à la guitare basse, ou encore Jūn Aoyama à la batterie. Enceinte à l'époque de l'enregistrement de l'album, elle ne connait pas vraiment les excès de l'époque pré-bulle spéculative japonaise, et écrit des chansons principalement pour s'amuser. Lors d'une interview pour le Japan Times, elle déclare : « Je voulais écrire quelque chose de dansable, quelque chose avec un son de city pop... [les paroles] racontent l'histoire d'une femme qui a perdu l'homme qu'elle aimait vraiment. »
La musique est enregistrée et mixée au studio Onkio Haus à Ginza, Tokyo. Elle sort en 1985 sur disque 45 tours, contenant un "Extended Club Mix" de 9:15 et un nouveau remix. La chanson a son petit succès, avec environ 10 000 copies vendues et un pic à la 86ème place du classement des singles d'Oricon.

## Popularité avec Internet
Dans les années 2010, alors que la vaporwave et d'autres genres de musiques esthétiques sont populaires sur Internet, la chanson refait surface, grâce à l'ajout d'un remix officieux de 8 minutes sur YouTube le 5 juillet 2017 par un utilisateur nommé « Plastic Lover ». Entre 2017 et 2019, la vidéo devient rapidement populaire et atteint 24 millions de vues grâce à l'algorithme de recommandation YouTube, jusqu'à en devenir un mème Internet. Elle est brièvement supprimée à cause d'un problème de copyright avec Alan Levenson, le photographe de la miniature de la vidéo. En effet, cette photo avait initialement été choisie pour le single Sweetest Music de Takeuchi en 1980, et utilisée sans sa permission. Harcelé par des messages de haine des fans, il est d'abord fermé à la négociation, puis accepte finalement de lever le strike à condition d'être crédité. En juillet 2021 la vidéo cumule plus de 67 millions de vues avant d'être de nouveau supprimée pour un autre problème de copyright.
Cette popularité tardive contribue grandement à la renaissance de la city pop en occident, et Plastic Love devient rapidement la chanson la plus connue du genre et sa porte d'entrée. Takeuchi est la première surprise de ce succès soudain. Elle déclare au Japan Times qu'à l'époque, "il ne lui est jamais arrivé d'essayer de sortir de la musique en Occident. La chanson étant principalement chantée en japonais, nous pensions qu'il était impossible qu'elle s'exporte". En novembre 2021, Warner Music Japan sort un clip de Plastic Love sur YouTube, qui cumule près de 40 millions de vue trois ans après sa sortie. Un ré-édition du 45 tours de l'époque parait aussi, et rencontre un grand succès.

## Sources
- (en) Cet article est partiellement ou en totalité issu de l’article de Wikipédia en anglais intitulé « Plastic Love » (voir la liste des auteurs).

1. ↑  « Mariya Takeuchi: The pop genius behind 2018's surprise online smash hit from Japan » The Japan Times